# Barleria oenotheroides
Barleria oenotheroides är en akantusväxtart som beskrevs av Dum.-cours.. Barleria oenotheroides ingår i släktet Barleria och familjen akantusväxter. Inga underarter finns listade i Catalogue of Life.

## Bildgalleri

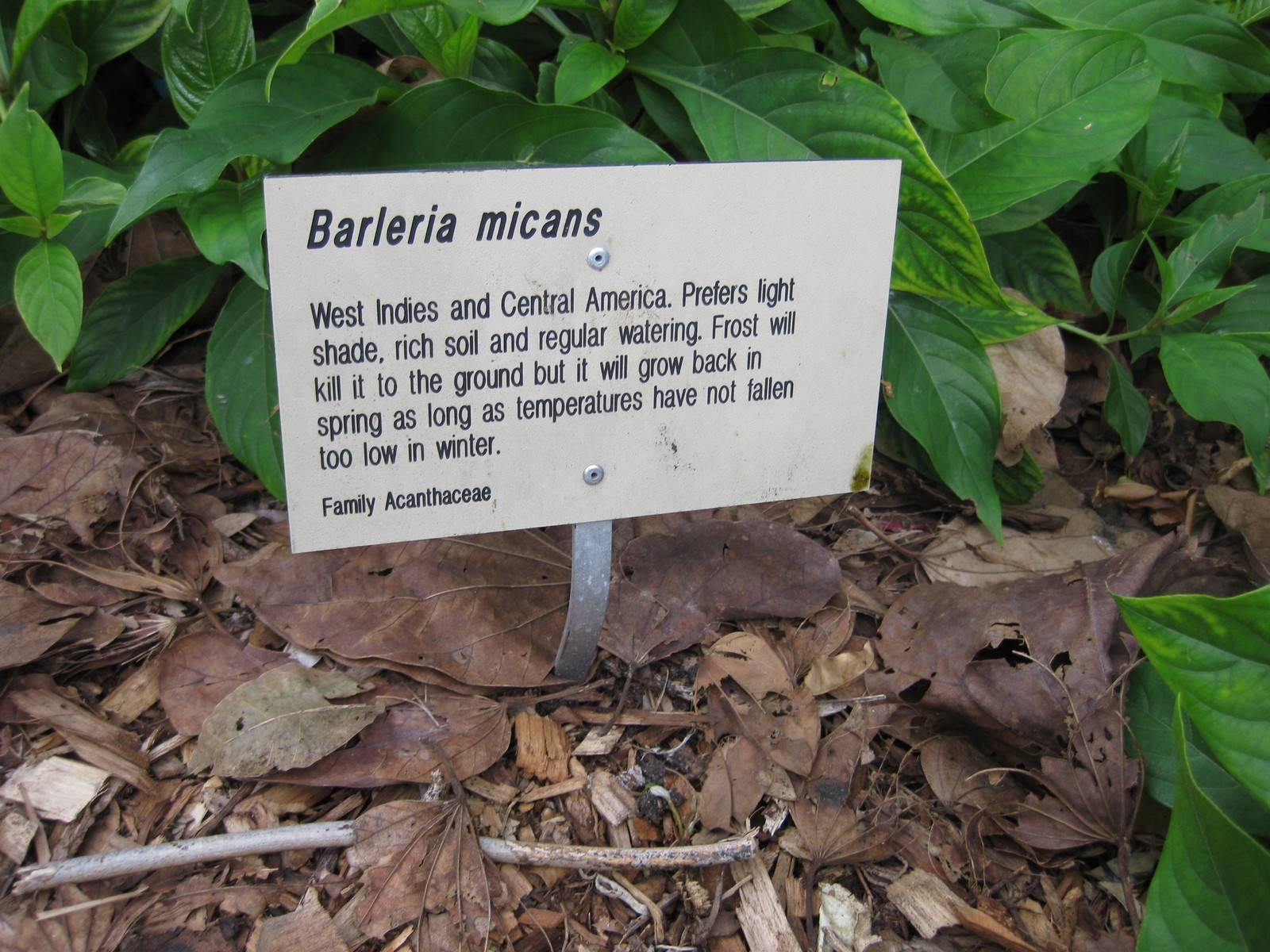